# Digital Capital
Digital Capital Corporation é uma empresa suíça que gerencia investimentos em private equity na indústria de entretenimento digital. Formada na Suíça em 2011 por Todd Tribell e Stewart Kosoy, a empresa oferece financiamento, gerenciamento e consultoria a parceiros. O objetivo declarado da empresa é conectar parceiros financeiros com talento em desenvolvimento de software.
A Digital Capital opera uma empresa subsidiária com sede em Dublin chamada Digital Power Entertainment (DPE). A DPE desenvolve e produz propriedades de entretenimento online digital juntamente com o desenvolvedor Jason Schreiber. Anteriormente, Jason trabalhou como produtor sênior na GT Interactive Software (agora Atari, Inc.).
Em dezembro de 2012, a Digital Capital fundou uma empresa subsidiária Dream Weddings Ltd. para criar um aplicativo voltado para o setor de bodas. Foi dito que a empresa-mãe investiu mais de cinco milhões de dólares em negócios para facilitar a criação de um jogo para dispositivos online e dispositivos móveis. O jogo está previsto para ser lançado no início de 2014.
Em setembro de 2013, o ex-executivo da Electronic Arts (EA), Jonathan Bunney, que trabalhou na EA como vice-presidente de desenvolvimento de produtos e vice-presidente de marketing de produtos, ingressou na Digital Capital como diretor de marketing.